# Sergio de la Fuente
Sergio de la Fuente Valdizán (Vitoria, Álava, 1 de octubre de 1989) es un baloncestista español que juega en el Real Valladolid Baloncesto de la Primera FEB. Con 1,97 metros de altura, juega en la posición de alero. 
Es el hijo del también jugador Félix de la Fuente.

## Trayectoria
[actualizar]

## Baloncesto 3x3
En paralelo a su carrera profesional, también ha jugador al baloncesto 3x3, representando a España en varios torneos. En el año 2015 fue medalla de plata en el Europeo, junto con sus compañeros Álex Llorca y el también vallisoletano Nacho Martín.